# Jiří Černý (herec)
Jiří Černý (* 17. února 1982 Praha) je český divadelní a filmový herec.
Narodil se v roce 1982 v Praze. Mládí strávil v pražských Modřanech. V letech 1996–1997 absolvoval divadelní stáž na Francouzském institutu a kurz pantomimy pod vedením mistra Jiřího Kaftana. V letech 1997–2001 studoval hudebně–dramatický obor pod vedením Gabriely Vránové a Ivana Řezáče na Pražské konzervatoři, kde v roce 2001 maturoval. Ve stejném roce přijal angažmá v ústeckém Činoherním studiu. Od roku 2003 zároveň působil v pražském Divadle Komedie (Pražské komorní divadlo s.r.o.|Pražské komorním divadle). Jako herec hostoval například v Malém divadle v Liberci, Divadle Ponec v Praze, v Národním divadle, ve Studio hrdinů, v Činoherním Klubu Deutsches Theater v Berlíně, nebo v divadle v Brémách. Účastnil se soutěže Slam poetry (v roce 2004 se stal vicemistrem České republiky), byl činný ve stand-up comedy Na stojáka. V roce 2023 přijal angažmá v Činoherním studiu v Ústí nad Labem. 
Objevil se i ve filmech Modrý tygr, Líbánky nebo Krásno. Účinkoval i v seriálech Život a doba soudce A. K., Mordparta či Dáma a Král. Byl nominován na Českého lva a Cenu české filmové kritiky v kategorii nejlepší herec ve vedlejší roli za postavu Jana Bendy ve filmu Líbánky. Také byl v roce 2015 nominován na Shooting star na Berlínském Bienále a v témže roce získal Cenu za nejlepší herecký výkon Mezinárodního filmového festivalu v Drači. Žije v Ústí nad Labem.

## Divadelní role 2001–2012 (výběr)

### Činoherní studio Ústí nad Labem
- 2001 M. Ravenhill, Shopping and Fucking, role: Gary, režie: Michal Dočekal
- 2001 A. P. Čechov, Ivanov, role: Doktor Lvov, režie: David Czesany
- 2002 J. Lepšík, L. Noha, Bareder Papežis, role: Spike, režie: Leoš Noha
- 2004 M. Bambušek, Písek, role: Marco, režie: Thomas Zielinski
- 2005 J. Rudiš, Alois Nebel, role: Vachek, režie: Natália Deáková
- 2005 R. Spregelburd, Panika, role: Kvído Sosa, režie: Ján Šimko
- 2007 J. Rudiš, P. Pícha, Strange Love, role: Michal, režie: Thomas Zielinski
- 2023 T. Loužný, M. Nováková, Bílý karibu, role: David, režie: Tomáš Loužný
- 2024 M. von Mayenburg, Perplex, role: Jiří, režie: David Šiktanc

### Divadlo Komedie Praha
- 2003 W. Schwab, Antiklimax, role: Marijánčin bratr, režie: Dušan Pařízek
- 2005 R. Musil, Zmatky hovance Törlese, role: Basini, režie: David Dušan Pařízek (ve spolupráci s Deutsches Theatre Berlin)
- 2006 E. Tobiáš, Vyšetřování pokračuje, role: Senzibil, režie: Jan Nebeský
- 2007 D. D. Pařízek, Proces, role: Vyšetřující soudce, režie: Dušan Pařízek
- 2008 D. Jařab, Karlovo náměstí, role: Karel Vágner, režie: David Jařab
- 2009 O. Bukowski, Hosté, role: Lutz Mirsch, režie: Thomas Zielinski
- 2010 F. Wedekind, D. Jařab, Lulu, role: Alva Schön, režie: David Jařab
- 2011 R. W. Fassbinder, Město, odpad, smrt, role: Oskar, režie: Dušan Pařízek
- 2012 B. M. Koltés, V samotě bavlníkových polí, role: Klient, režie: Michal Pěchouček